# Abraham Gottlob Werner
Abraham Gottlob Werner (født 25. september 1749 i Wehrau i Øvrelausitz, død 30. juni 1817 i Dresden) var en tysk mineralog og geolog.
Werner er berømt som den, der mere end nogen anden Enkeltperson gav Stødet til Geologiens
raske Udvikling ved Aar 1800, og derfor i Tyskland betegnet som denne Videnskabs
Fader, skønt ingen af de Ideer, der bar Udviklingen, stammer fra ham. Som ganske ung
hjalp han sin Fader i den af denne bestyrede Smeltehytte, studerede derpaa ved det ny
Bjergakademi i Freiberg i Sachsen samt i Leipzig og blev 1775 kaldet til Lærer i Mineralogi
ved ovennævnte Bjergakademi, i hvilken Stilling han virkede til sin Død. Hans Betydning
for Videnskaben er ofte blevet sammenlignet med Linné’s, hans Interesser og Evner gjaldt
først og fremmest Systematikken. Mineralogien havde dengang ved Cronstedt’s og Læren om
Jordlagenes Rækkefølge ved Lehmann’s og Fuchsel’s Arbejder faaet videnskabeligt Fodfæste. W.
berigede den førstnævnte Videnskab med en klar og skarp rubriceret Fremstilling af
Mineralernes ydre Kendetegn, der muliggjorde præcise Iagttagelser i Naturen; Geologien var han
den første, der indførte som Lærefag (1780, under Navnet Geognosi), og ogsaa her var
det Opstillingen af faste Rubrikker til Indordning af alle kendte og alle ny Iagttagelser, der
karakteriserede hans Behandlingsmaade. Men hvad der frem for alt gav ham Betydning, var
hans personlige Egenskaber som Lærer; han vandt hurtig Ry, og fra alle Lande strømmede
Elever til for at lære den ny Videnskab; de hjembragte en Begejstring for den og for W.,
og en Iver efter at blive Medarbejdere, som vedvarede hele deres Liv. Berømtest blandt
hans Elever blev Leopold von Buch og Alexander von Humboldt.
Hovedtanken i W.’s geologiske Ideer var den, at oven paa Granitten, der var det ældste,
havde alle Bjergarter afsat sig lagvis, ens i alle Lande, og hver Bjergart til sin bestemte Tid;
og alle var de dannede som Bundfald i det universelle Hav, der til at begynde med
overskyllede de højeste Tinder, men efterhaanden sank, saa at de yngste Dannelser blev de
laveste. Endog Basalten antoges dannet i Vand. Mange af hans Elever fastholdt denne
»ultraneptunistiske« Forestillingskreds saa haardnakket, at »Wernerianismen« kan siges at have
gjort nogen Skade, idet meget Arbejde gik til spilde med håbløse forsøg paa at forsvare den; thi talløse iagttagelser, ikke mindst gjorde af James Hutton, som direkte modbeviste den, var kendte allerede på Werners tid.
Werner skrev overmåde lidet; størst Interesse har »Von den äusserlichen
Kennzeichen der Fossilien« (1774), »Kurze Klassification und Beschreibung der Gebirgsarten«
(1782) og Neue Theorie von der Entstehung der Gänge (1791).